# Les affaires sont les affaires (téléfilm)
Pour les articles homonymes, voir Les affaires sont les affaires.
Les affaires sont les affaires est un téléfilm français réalisé par Philippe Bérenger, diffusé le 10 août 2013 sur France 3.

## Synopsis
Il s'agit d'une adaptation, destinée à la télévision, de la grande comédie d'Octave Mirbeau, Les affaires sont les affaires (1903), qui constituait une dénonciation de "bankstérisme" triomphant à la Belle Époque.

## Fiche technique
- Réalisateur : Philippe Bérenger
- Adaptation : Gérard Jourd'hui et Anne Andrei, d'après l'œuvre d'Octave Mirbeau
- Production : Gérard Jourd'hui (JM productions)
- Date de diffusion : 10 août 2013 sur France 3
- Durée : 90 minutes.

## Distribution
- Régis Laspalès : Isidore Lechat
- Philippe Chevallier : Wilhelm Gruggh
- Sébastien Thiéry : Phinck
- Sophie Artur : Madame Lechat
- Marie Kremer : Germaine Lechat
- Benjamin Jungers : Xavier Lechat
- Christian Clavier : Marquis de Porcellet
- Thomas Chabrol : le banquier Ledauphin
- Pierre Vernier : le Vicomte de la Fontenelle, l'intendant